# Düsseldorf-Gesetz
Düsseldorf-Gesetz ist der Kurzname für das Gesetz zur Neugliederung der Gemeinden und Kreise des Neugliederungsraumes Mönchengladbach/Düsseldorf/Wuppertal vom 10. September 1974. Durch das Gesetz wurde die kommunale Gebietsstruktur im Bereich der heutigen Kreise Mettmann, Rhein-Kreis Neuss und Viersen sowie der kreisfreien Städte Düsseldorf, Mönchengladbach, Remscheid, Solingen und Wuppertal neu geregelt. Zuvor waren bereits im Gebiet der bisherigen Kreise Grevenbroich und Kempen-Krefeld einige Gemeinden zusammengelegt worden.
Der Kreis Grevenbroich wurde um die bislang kreisfreie Stadt Neuss erweitert, die Kreisstadt wurde, und erhielt den Namen Kreis Neuss. Der Kreissitz des Kreises Kempen-Krefeld, der um die Gemeinde Niederkrüchten erweitert wurde, wurde nach Viersen verlegt und der Kreis in Kreis Viersen umbenannt. Der Kreis Düsseldorf-Mettmann erhielt den Namen Kreis Mettmann und wurde um die Stadt Langenfeld (Rheinland) erweitert.

## Kurzbeschreibung
| I. Abschnitt   | Gebietsänderungen im Bereich der Gemeinden |
| § 1            | Zusammenschluss der kreisfreien Städte Mönchengladbach und Rheydt sowie der Gemeinde Wickrath zur kreisfreien Stadt Mönchengladbach, Eingliederung von Flurstücken der Gemeinden Korschenbroich, Kleinenbroich, Jüchen, Schwalmtal und Wegberg |
| § 2            | Eingliederung der Gemeinden Holzheim, Norf und Rosellen sowie von Teilen von Kaarst, Neukirchen und Meerbusch in die Stadt Neuss, Auflösung des Amtes Norf |
| § 3            | Zusammenschluss der Städte Dormagen und Zons sowie der Gemeinden Nievenheim, Straberg und Gohr und Teilen der kreisfreien Stadt Köln zur Stadt Dormagen, Auflösung des Amtes Nievenheim |
| § 4            | Zusammenschluss der Städte Grevenbroich und Wevelinghoven sowie der Gemeinden Gustorf, Frimmersdorf, Hemmerden, Kapellen (Erft) und Neukirchen zur Stadt Grevenbroich, Eingliederung von Flurstücken der Gemeinden Glehn und Bedburdyck, Auflösung des Amtes Hemmerden |
| § 5            | Zusammenschluss der Gemeinden Korschenbroich, Kleinenbroich, Glehn und Liedberg sowie von Teilen von Büttgen, Rheydt und Hemmerden zur Gemeinde Korschenbroich; Eingliederung von Teilen von Kleinenbroich in die Stadt Willich, Auflösung der Ämter Korschenbroich und Glehn |
| § 6            | Zusammenschluss von Kaarst und Büttgen zur Gemeinde Kaarst |
| § 7            | Zusammenschluss von Jüchen, Hochneukirch, Garzweiler und Bedburdyck zur Gemeinde Jüchen |
| § 8            | Zusammenschluss der Gemeinden Rommerskirchen, Frixheim-Anstel, Nettesheim-Butzheim, Hoeningen und Oekoven zur Gemeinde Rommerskirchen, Auflösung der Ämter Rommerskirchen-Nettesheim und Evinghoven |
| § 9            | Eingliederung der Stadtteile Nierst, Lank-Latum, Langst-Kierst und Ossum-Bösinghoven der Stadt Meerbusch sowie des Stadtteils Hüls der Stadt Kempen in die kreisfreie Krefeld; hinsichtlich der Stadt Meerbusch am 13. September 1975 für verfassungswidrig und nichtig erklärt |
| § 10           | Eingliederung der Städte Meerbusch (ohne die unter § 2 und § 9 fallenden Teile), Monheim (ohne Hitdorf) und Angermund sowie der Gemeinden Wittlaer, Hubbelrath und Hasselbeck-Schwarzbach und Teilen von Erkrath und Hilden in die kreisfreie Stadt Düsseldorf; hinsichtlich der Stadt Meerbusch am 13. September 1975 für verfassungswidrig und nichtig, hinsichtlich der Stadt Monheim am 6. Dezember 1975 für verfassungswidrig erklärt |
| § 11           | Erweiterung der Stadt Mülheim an der Ruhr um Teile von Breitscheid |
| § 12           | Eingliederung von Schöller und Teilen von Neviges und Wülfrath in die kreisfreie Stadt Wuppertal |
| § 13           | Zusammenschluss der Stadt Ratingen und der Gemeinden Lintorf, Eggerscheidt, Hösel, Breitscheid, Homberg-Meiersberg und Teilen von Angermund und Hasselbeck-Schwarzbach zur Stadt Ratingen, Auflösung des Amtes Angerland; Eingliederung von Teilen von Angermund und Wittlaer in die kreisfreie Stadt Duisburg |
| § 14           | Eingliederung von Teilen der Gemeinden Hösel und Homberg-Meiersberg in die Stadt Heiligenhaus |
| § 15           | Zusammenschluss der Städte Velbert, Langenberg und Neviges mit Teilen von Wülfrath zur Stadt Velbert |
| § 16           | Eingliederung von Metzkausen und Teilen von Homberg-Meiersberg in die Stadt Mettmann; Eingliederung von Teilen von Mettmann in die Stadt Wülfrath |
| § 17           | Eingliederung der Gemeinde Gruiten in die Stadt Haan |
| § 18           | Eingliederung von Teilen der Stadt Haan in die Stadt Hilden |
| § 19           | Zusammenschluss der Stadt Erkrath und der Gemeinde Hochdahl mit Teilen der Stadt Hilden und der Stadt Haan zur Stadt Erkrath, Auflösung des Amtes Gruiten |
| § 20           | Eingliederung der Ortslagen Höhrath und Strohn sowie der Stadt Burg an der Wupper in die Stadt Solingen |
| § 21           | Eingliederung von Teilen von Wermelskirchen und Hückeswagen (Bergisch Born) in die Stadt Remscheid |
| II. Abschnitt  | Gebietsänderungen im Bereich der Kreise |
| § 22           | Eingliederung der Gemeinde Niederkrüchten in den Kreis Kempen-Krefeld, Umbenennung in Kreis Viersen, Verlegung des Kreissitzes nach Viersen |
| § 23           | Eingliederung der Stadt Neuss in den Kreis Grevenbroich, Umbenennung in Kreis Neuss, Verlegung des Kreissitzes nach Neuss |
| § 24           | Eingliederung der Stadt Langenfeld (Rheinland) in den Kreis Düsseldorf-Mettmann, Umbenennung in Kreis Mettmann |
| III. Abschnitt | Gerichtsorganisation |
| § 25           | Amtsgerichte Mönchengladbach und Mönchengladbach-Rheydt |
| § 26           | Amtsgerichte Grevenbroich, Mettmann, Neuss, Ratingen sowie Krefeld, Duisburg, Remscheid-Lennep, Viersen |
| § 27           | Amtsgericht Velbert |
| IV. Abschnitt  | Schlussbestimmungen |
| § 28           | Berufsschulen in Neuss |
| § 29           | Oberstadtdirektor und Oberbürgermeister in Neuss |
| § 30           | |
| § 31           | Inkrafttreten am 1. Januar 1975 |
|                | Fußnoten |

## Gesetzgebung
Die Landesregierung brachte am 19. März 1974 den Entwurf eines Gesetzes zur Neugliederung der Gemeinden und Kreise des Neugliederungsraumes Mönchengladbach/Düsseldorf/Wuppertal in den Landtag ein.
Der Entwurf wurde am 4. April 1974 in erster Lesung beraten. Zur zweiten Lesung empfahl der zuständige Ausschuss neben einer Reihe von Grenzkorrekturen insbesondere folgende Änderungen gegenüber dem Entwurf der Landesregierung:
- die Gemeinde Bedburdyck nach Jüchen statt nach Grevenbroich einzugliedern (§§ 4, 7 der Beschlussempfehlung);
- den Ortsteil Hüls der Stadt Kempen in die Stadt Krefeld einzugliedern (§ 9 der Beschlussempfehlung);
- die Stadt Erkrath (außer Unterbach) und die Gemeinde Hochdahl nicht in die Stadt Düsseldorf einzugliedern, sondern zu einer selbständigen kreisangehörigen Stadt zusammenzuschließen (§§ 10, 15 der Beschlussempfehlung);
- die Stadt Wülfrath nicht in die Stadt Wuppertal einzugliedern (§ 13 der Beschlussempfehlung);
- die Gemeinde Hösel nach Ratingen statt nach Heiligenhaus einzugliedern (§ 14 der Beschlussempfehlung);
- die Stadt Langenberg nicht in die Stadt Velbert einzugliedern (§ 16 der Beschlussempfehlung);
- den Sitz des Kreises Kempen-Krefeld nach Viersen zu verlegen und den Kreis entsprechend in Kreis Viersen umzubenennen (§ 23 der Beschlussempfehlung);
- den Kreis Düsseldorf-Mettmann in Kreis Mettmann umzubenennen (§ 25 der Beschlussempfehlung).

Die zweite Lesung fand am 12. Juni 1974 statt. Hierbei standen die folgenden Änderungsanträge zur Abstimmung:
- Hüls bei Kempen zu belassen;[5]
- den Stadtteil Baumberg der Stadt Monheim anstelle der Eingliederung nach Düsseldorf mit Monheim in die neue Stadt Langenfeld einzubeziehen;[6]
- die Gemeinden des Amtes Angerland anstelle der Aufteilung auf die umliegenden Städte Düsseldorf, Duisburg, Mülheim an der Ruhr, Heiligenhaus und Ratingen zu einer neuen Stadt Angerstadt zusammenzuschließen;[7]
- die Gemeinde Niederkrüchten statt der Eingliederung in den Kreis Kempen-Krefeld bzw. Viersen beim Kreis Heinsberg zu belassen;[8]
- den Sitz des Kreises Kempen-Krefeld in Kempen zu belassen und den Kreis in Kreis Kempen umzubenennen;[9]
- die Gemeinde Wickrath als selbständige Gemeinde zu erhalten und nicht in die Stadt Mönchengladbach einzubeziehen;[10]
- die Stadt Neuss kreisfrei zu belassen und nicht in den Kreis Grevenbroich einzugliedern;[11]

Fünf dieser Anträge wurden deutlich abgelehnt. Über die Anträge betreffend Angerstadt und die Kreisfreiheit von Neuss wurde jeweils ein Hammelsprung durchgeführt. Beide Anträge wurden hierbei angenommen, die Kreisfreiheit der Stadt Neuss mit einer Mehrheit von nur einer Stimme.
Die dritte Lesung fand am 10. Juli 1974 statt. Zu ihrer Vorbereitung schlug der Ausschuss gegenüber dem Abstimmungsstand nach der zweiten Lesung in seiner Beschlussempfehlung noch neben weiteren Grenzberichtigungen die folgenden Änderungen vor:
- die Stadt Meerbusch auf die Städte Krefeld (Ossum-Bösinghoven, Lank-Latum, Nierst und Langst-Kierst) und Düsseldorf (restliches Stadtgebiet) aufzuteilen (§§ 9, 10 der Beschlussempfehlung);
- nicht nur Monheim-Baumberg, sondern auch Monheim-Mitte in die Stadt Düsseldorf einzugliedern (§ 10 der Beschlussempfehlung);
- die Angerstadt nicht zu bilden und stattdessen Breitscheid nach Mülheim an der Ruhr, Angermund nach Duisburg sowie Lintorf, Hösel und Eggerscheidt nach Ratingen einzugliedern (§§ 10, 11, 13 der Beschlussempfehlung);
- Neviges und Langenberg mit Velbert zusammenzuschließen und Neviges nicht nach Wuppertal einzugliedern (§§ 12, 15 der Beschlussempfehlung);
- die Stadt Neuss doch einzukreisen, den Kreis Grevenbroich in Kreis Neuss umzubenennen und die Kreisverwaltung nach Neuss zu verlegen (§ 23 der Beschlussempfehlung).

Darüber hinaus wurden folgende Änderungsanträge eingebracht:
- die Stadt Meerbusch zu erhalten;[14]
- die Stadt Neuss kreisfrei zu belassen;[15]
- die Stadt Angermund nach Düsseldorf statt nach Duisburg und die Gemeinde Breitscheid nach Ratingen statt nach Mülheim an der Ruhr einzugliedern;[16]
- Hüls bei Kempen zu belassen und nicht nach Krefeld einzugliedern;[17]
- Erkrath und Hochdahl nach Düsseldorf einzugliedern;[18]
- Monheim-Baumberg und Monheim-Mitte mit Langenfeld zusammenzuschließen;[19]
- die Grenze zwischen Ratingen und Mülheim an der Ruhr im Gebiet der bisherigen Gemeinde Breitscheid zu verlegen;[20]
- Neviges (ohne Tönisheide und Richrath) nach Wuppertal einzugliedern;[21]
- Wülfrath (ohne Rohdenhaus, Flandersbach und Rützkausen) in die Stadt Wuppertal einzugliedern;[22]
- Gruiten und den Norden von Haan nach Wuppertal einzugliedern;[23]
- Haan nach Solingen einzugliedern;[24]
- Langenfeld-Wiescheid nach Solingen einzugliedern;[25]
- die Kreisverwaltung des Kreises Kempen-Krefeld in Kempen zu belassen und diesen Kreis Kempen zu nennen;[26]
- Angerstadt zu bilden;[27]
- Erkrath-Unterbach in die neue Stadt Erkrath einzubeziehen und nicht nach Düsseldorf einzugliedern;[28]
- Niederkrüchten beim Kreis Heinsberg zu belassen;[29]

Die Anträge betreffend die Eingliederung von Angermund nach Düsseldorf und von Breitscheid nach Ratingen wurden angenommen; hiedurch wurden die Bildung der Angerstadt und die Verlegung der Grenze zwischen Ratingen und Mülheim innerhalb Breitscheids obsolet. Die übrigen Änderungsanträge wurden sämtlich abgelehnt.
Das Gesetz wurde im Hinblick auf die Auflösung der Stadt Meerbusch durch Urteil des Verfassungsgerichtshofes vom 13. September 1975 für nichtig erklärt, nachdem es zuvor schon den Vollzug durch einstweilige Verfügung ausgesetzt hatte. Soweit die Stadt Monheim in die Stadt Düsseldorf eingegliedert wurde, wurde es durch Urteil des Verfassungsgerichtshofes vom 6. Dezember 1975 für verfassungswidrig erklärt.
Die Landesregierung unternahm sodann einen erneuten Versuch, die Stadt Meerbusch auf die Städte Krefeld und Düsseldorf aufzuteilen; Monheim-Mitte und Monheim-Baumberg sollten mit Langenfeld zusammengeschlossen werden. Der Zusammenschluss von (Rest-)Monheim mit Langenfeld wurde bereits vom zuständigen Ausschuss mit Mehrheit von einer Stimme zur Ablehnung empfohlen. In zweiter Lesung im Landtag wurde auch die Auflösung der Stadt Meerbusch fallen gelassen. In dritter Lesung am 20. Mai 1976 wurde der Antrag, die Stadt Meerbusch aufzuteilen und die Stadt Erkrath in die Stadt Düsseldorf einzugliedern, mit deutlicher Mehrheit, ein solcher, nur Meerbusch aufzulösen, mit 92 Ja- gegen 94 Nein-Stimmen abgelehnt.